# Henry Bourchier (2e comte d'Essex)
Pour les articles homonymes, voir Bourchier.
Henry Bourchier, 2e comte d’Essex (mort d'une chute de cheval le 13 mars 1540) est un capitaine anglais, membre du Conseil privé et de la Maison du Roi sous les règnes de Henri VII et Henri VIII.

## Biographie
Bourchier est le fils William Bourchier et d’Anne Woodville. Il est ainsi par sa mère le neveu d’Élisabeth Woodville, reine consort d’Édouard IV et en 1483, à la mort de son grand-père Henry Bourchier, il hérite du titre de comte. Henry Bourchier est un petit-fils de Thomas de Woodstock, le dernier fils du roi Édouard III. La grand-mère paternelle du 2e comte est Isabelle de Cambridge, qui par ses deux parents descend en droite ligne du roi Édouard III. Il épouse Mary Say, qui lui donne une fille, Anne, son héritière.
Bourchier, membre du Conseil privé du roi Henri VII, a pris part au siège de Boulogne en 1492. Cinq ans plus tard, il est à la tête d'un détachement chargé de réprimer les émeutes du faubourg de Blackheath. À l'avènement de Henri VIII, il est nommé capitaine des gardes puis en 1513 est promu lieutenant-général des lanciers aux sièges de Thérouanne et de Tournai. L'année suivante, il est nommé capitaine-général de l'armée du Roi. Il est l'un des juges au procès d’Edward Stafford (3e duc de Buckingham), accusé de trahison, et reçoit le manoir de Bedminster lors de la dispersion des biens du condamné.
Au mois de mars 1540, il fait une chute de cheval qui lui brise les cervicales et meurt des suites de l'accident. Le titre de baron échoit à sa fille, alors séparée d'avec William Parr (frère de la reine Catherine Parr, élevé au rang de comte d'Essex en 1543, puis de marquis de Northampton en 1547).

## Source
- Albert Frederick Pollard et Lee, Sidney (dir.), Dictionary of National Biography, vol. VI, Londres, Smith, Elder & Co., 1898 (lire en ligne), « Bourchier, Henry (d.1539) », p. 11
- (la) Polydore Virgile, Anglica Historia, Bâle, Simon Grynaeus, 1534 (réimpr. 1555) (lire en ligne)
- Edward Herbert of Cherbury, The life and reign of King Henry VIII : Together with a general history of those times., Gale ECCO, Print Editions, 1741 (réimpr. 2010), 490 p. (ISBN 1170378412)

1. ↑  « Henry Bourchier, 2nd Earl of Essex (d. 1539) », sur luminarium.org (consulté le 11 octobre 2023).